# GOG.com
GOG.com (voorheen Good Old Games) is een distributieplatform voor computerspellen en films opgericht in 2008. GOG.com wordt beheerd door GOG Ltd., een dochteronderneming van het Poolse CD Projekt.
GOG verkoopt voornamelijk oudere spellen die geen van alle een DRM-kopieerbeveiliging bevatten. Deze spellen zijn meestal geüpdatete versies, zodat deze gespeeld kunnen worden op modernere computers en besturingssystemen. Sinds 2012 worden er echter ook recenter uitgebrachte spellen verkocht.